# Premier Parallèle
Premier Parallèle est une maison d'édition française indépendante fondée en 2015 par Sophie Caillat et Amélie Petit et dirigée par la seule Amélie Petit depuis 2019.

## Description

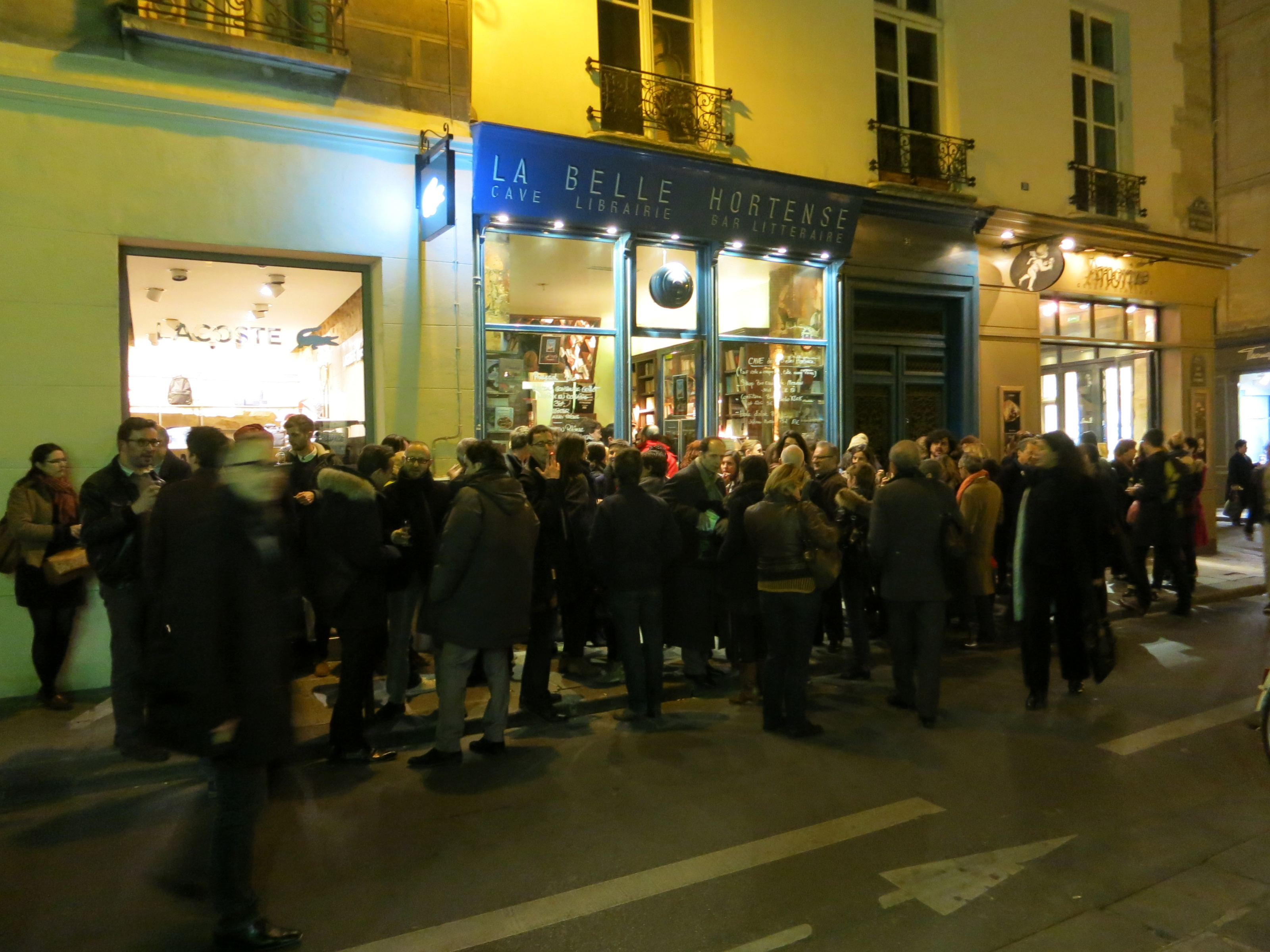
Soirée de lancement des éditions Premier Parallèle à Paris le 16 mars 2015.

Premier Parallèle publie des ouvrages relevant des sciences humaines (par exemple les livres de Jan-Werner Müller, Ivan Krastev, Eva Illouz, Joëlle Zask, Catherine Larrère), des essais portant sur des débats de société (Faïza Zerouala, Sophie Bouillon, Lise Barnéoud, Laureen Ortiz), mais aussi des récits littéraires (Olivier Haralambon, David Wahl). Premier Parallèle publie moins de dix ouvrages par an.
Au catalogue figurent également plusieurs ouvrages consacrés aux arts de mémoire (signés ou cosignés par Sébastien Martinez, champion de France de la mémoire), dont une bande dessinée, Une mémoire de roi (2018), illustrée par Mathieu Burniat.
La direction artistique et graphique des ouvrages, tout d'abord assurée par la graphiste Emma Brante, est désormais gérée par Maya Palma.
En 2021, deux nouvelles collections sont venues enrichir le catalogue. Une collection poche pour rééditer les textes phares de la maison, et la collection Carnets Parallèles.

## Carnets Parallèles
Les Carnets Parallèles sont des formes courtes, majoritairement écrites par des auteurs-maison. Elle a été pensée comme un vecteur d'idées, d'échanges et de débats. "Cette dernière mélange les idées et le pratique de manière ludique. Le concept de Carnets Parallèle est de "passer par le terrain pour aller vers des idées", précise Amélie Petit, la directrice de la maison d'édition."
C'est une collection axée sur des questions de design, d'anthropologie et de sociologie. La collection est créée en partenariat avec la revue Techniques et Culture.